# Giappone ai XXIV Giochi olimpici invernali
Il Giappone ha partecipato ai XXIV Giochi olimpici invernali che si sono svolti a Pechino, Cina, dal 4 al 20 febbraio 2022. La delegazione era composta da 122 atleti, 49 uomini e 73 donne.

## Medaglie
| Riepilogo quotidiano | Riepilogo quotidiano | Riepilogo quotidiano | Riepilogo quotidiano | Riepilogo quotidiano | Riepilogo quotidiano |
| Giorno               | Data                 |                      |                      |                      | Totale               |
| -------------------- | -------------------- | -------------------- | -------------------- | -------------------- | -------------------- |
| 1º                   | 5                    | 0                    | 0                    | 1                    | 1                    |
| 2º                   | 6                    | 1                    | 0                    | 0                    | 1                    |
| 3º                   | 7                    | 0                    | 1                    | 1                    | 2                    |
| 4º                   | 8                    | 0                    | 0                    | 0                    | 0                    |
| 5º                   | 9                    | 0                    | 0                    | 0                    | 0                    |
| 6º                   | 10                   | 0                    | 1                    | 2                    | 3                    |
| 7º                   | 11                   | 1                    | 0                    | 0                    | 1                    |
| 8º                   | 12                   | 0                    | 1                    | 1                    | 2                    |
| 9º                   | 13                   | 0                    | 1                    | 0                    | 1                    |
| 10º                  | 14                   | 0                    | 0                    | 1                    | 1                    |
| 11º                  | 15                   | 0                    | 1                    | 1                    | 2                    |
| 12º                  | 16                   | 0                    | 0                    | 0                    | 0                    |
| 13º                  | 17                   | 1                    | 0                    | 2                    | 3                    |
| 14º                  | 18                   | 0                    | 0                    | 0                    | 0                    |
| 15º                  | 19                   | 0                    | 0                    | 0                    | 0                    |
| 16º                  | 20                   | 0                    | 1                    | 0                    | 1                    |
| Totale               | Totale               | 3                    | 6                    | 9                    | 18                   |

### Medagliere per disciplina
| Sport                   | Oro | Argento | Bronzo | Totale |
| ----------------------- | --- | ------- | ------ | ------ |
| Pattinaggio di velocità | 1   | 3       | 1      | 5      |
| Salto con gli sci       | 1   | 1       | 0      | 2      |
| Pattinaggio di figura   | 0   | 1       | 3      | 4      |
| Snowboard               | 1   | 0       | 2      | 3      |
| Curling                 | 0   | 1       | 0      | 1      |
| Combinata nordica       | 0   | 0       | 2      | 2      |
| Freestyle               | 0   | 0       | 1      | 1      |
| Totale                  | 3   | 6       | 9      | 18     |

### Medaglie d'oro
| Medaglia | Nome            | Sport                   | Evento                      |
| -------- | --------------- | ----------------------- | --------------------------- |
| Oro      | Ryōyū Kobayashi | Salto con gli sci       | Trampolino normale maschile |
| Oro      | Ayumu Hirano    | Snowboard               | Halfpipe maschile           |
| Oro      | Miho Takagi     | Pattinaggio di velocità | 1000 m femminile            |

### Medaglie d'argento
| Medaglia | Nome                                                                        | Sport                   | Evento                           |
| -------- | --------------------------------------------------------------------------- | ----------------------- | -------------------------------- |
| Argento  | Miho Takagi                                                                 | Pattinaggio di velocità | 1500 m femminile                 |
| Argento  | Yūma Kagiyama                                                               | Pattinaggio di figura   | Singolo maschile                 |
| Argento  | Ryōyū Kobayashi                                                             | Salto con gli sci       | Trampolino lungo maschile        |
| Argento  | Miho Takagi                                                                 | Pattinaggio di velocità | 500 m femminile                  |
| Argento  | Ayano Satō Miho Takagi Nana Takagi                                          | Pattinaggio di velocità | Inseguimento a squadre femminile |
| Argento  | Satsuki Fujisawa Chinami Yoshida Yūmi Suzuki Yurika Yoshida Kotomi Ishizaki | Curling                 | Torneo femminile                 |

### Medaglie di bronzo
| Medaglia | Nome | Sport                   | Evento             |
| -------- | --- | ----------------------- | ------------------ |
| Bronzo   | Ikuma Horishima                                                                                               | Freestyle               | Gobbe maschile     |
| Bronzo   | Shōma Uno Yūma Kagiyama Wakaba Higuchi Kaori Sakamoto Riku Miura Ryūichi Kihara Misato Komatsubara Tim Koleto | Pattinaggio di figura   | Gara a squadre     |
| Bronzo   | Sena Tomita                                                                                                   | Snowboard               | Halfpipe femminile |
| Bronzo   | Shōma Uno | Pattinaggio di figura   | Singolo maschile   |
| Bronzo   | Wataru Morishige                                                                                              | Pattinaggio di velocità | 500 m maschile     |
| Bronzo   | Kokomo Murase                                                                                                 | Snowboard               | Big air femminile  |
| Bronzo   | Akito Watabe                                                                                                  | Combinata nordica       | Trampolino lungo   |
| Bronzo   | Akito Watabe Yoshito Watabe Hideaki Nagai Ryōta Yamamoto                                                      | Combinata nordica       | Gara a squadre     |
| Bronzo   | Kaori Sakamoto                                                                                                | Pattinaggio di figura   | Singolo femminile  |

## Delegazione
| Sport                   | Uomini | Donne | Totale |
| ----------------------- | ------ | ----- | ------ |
| Biathlon                | 2      | 4     | 6      |
| Combinata nordica       | 5      | -     | 5      |
| Curling                 | 0      | 5     | 5      |
| Freestyle               | 6      | 5     | 11     |
| Hockey su ghiaccio      | 0      | 23    | 23     |
| Pattinaggio di figura   | 5      | 5     | 10     |
| Pattinaggio di velocità | 7      | 8     | 15     |
| Salto con gli sci       | 5      | 4     | 9      |
| Sci alpino              | 1      | 2     | 3      |
| Sci di fondo            | 4      | 4     | 8      |
| Short track             | 4      | 3     | 7      |
| Slittino                | 1      | 0     | 1      |
| Snowboard               | 9      | 10    | 19     |
| Totale                  | 49     | 73    | 124    |

## Biathlon
Uomini
| Atleta           | Evento               | Penalità    | Tempo   | Posizione |
| ---------------- | -------------------- | ----------- | ------- | --------- |
| Kosuke Ozaki     | 20 km individuale    | 6 (1+0+4+1) | 58'37"9 | 82º       |
| Tsukasa Kobonoki | 20 km individuale    | 3 (1+0+1+1) | 54'16"6 | 44º       |
| Kosuke Ozaki     | 10 km sprint         | 0 (0+0)     | 26'24"1 | 44º       |
| Tsukasa Kobonoki | 10 km sprint         | 1 (0+1)     | 26'17"8 | 41º       |
| Kosuke Ozaki     | 12,5 km inseguimento | 4 (0+2+0+2) | 46'56"6 | 51º       |
| Tsukasa Kobonoki | 12,5 km inseguimento | 5 (1+1+2+1) | 46'16"0 | 46º       |

Donne
| Atleta                                                    | Evento             | Penalità    | Tempo   | Posizione |
| --------------------------------------------------------- | ------------------ | ----------- | ------- | --------- |
| Asuka Hachisuka                                           | 15 km individuale  | 4 (0+1+0+3) | 51'58"0 | 65ª       |
| Fuyuko Tachizaki                                          | 15 km individuale  | 3 (0+1+1+1) | 40'27"8 | 42ª       |
| Sari Furuya                                               | 15 km individuale  | 7 (2+1+0+4) | 52'45"0 | 74ª       |
| Yurie Tanaka                                              | 15 km individuale  | 4 (2+1+0+1) | 52'26"3 | 71ª       |
| Asuka Hachisuka                                           | 7,5 km sprint      | 4 (4+0)     | 26'06"7 | 87ª       |
| Fuyuko Tachizaki                                          | 7,5 km sprint      | 1 (0+1)     | 23'10"8 | 39ª       |
| Sari Furuya                                               | 7,5 km sprint      | 3 (1+2)     | 23'58"9 | 67ª       |
| Yurie Tanaka                                              | 7,5 km sprint      | 1 (0+1)     | 24'21"5 | 74ª       |
| Fuyuko Tachizaki                                          | 10 km inseguimento | 3 (0+1+1+1) | 40'27"8 | 42ª       |
| Asuka Hachisuka Fuyuko Tachizaki Sari Furuya Yurie Tanaka | Staffetta 4x6 km   | 14 (2+12)   | LAP     | LAP       |

Misto
| Atleta                                                     | Evento           | Penalità  | Tempo | Posizione |
| ---------------------------------------------------------- | ---------------- | --------- | ----- | --------- |
| Kosuke Ozaki Tsukasa Kobonoki Fuyuko Tachizaki Sari Furuya | Staffetta 4x6 km | 14 (3+11) | LAP   | LAP       |

## Combinata nordica
| Atleta                                                   | Evento             | Salto                           | Salto | Salto     | Fondo   | Fondo     | Totale  | Totale    |
| Atleta                                                   | Evento             | Lunghezza                       | Punti | Posizione | Tempo   | Posizione | Tempo   | Posizione |
| -------------------------------------------------------- | ------------------ | ------------------------------- | ----- | --------- | ------- | --------- | ------- | --------- |
| Akito Watabe                                             | Trampolino normale | 98,0 m                          | 114,1 | 9º        | 24'24"1 | 4º        | 25'40"1 | 7º        |
| Ryōta Yamamoto                                           | Trampolino normale | 108,0 m                         | 133,0 | 1º        | 26'54"3 | 34º       | 26'54"3 | 14º       |
| Sora Yachi                                               | Trampolino normale | 103,5 m                         | 116,9 | 5º        | 27'34"6 | 40º       | 28'38"6 | 30º       |
| Yoshito Watabe                                           | Trampolino normale | 97,5 m                          | 110,8 | 13º       | 25'25"2 | 23º       | 26'54"2 | 13º       |
| Akito Watabe                                             | Trampolino lungo   | 135,0 m                         | 126,4 | 5º        | 26'19"9 | 10º       | 27'13"9 |           |
| Hideaki Nagai                                            | Trampolino lungo   | 117,0 m                         | 83,7  | 32º       | 27'28"9 | 28º       | 31'12"9 | 31º       |
| Ryōta Yamamoto                                           | Trampolino lungo   | 140,0 m                         | 128,7 | 2º        | 27'44"1 | 34º       | 28'28"1 | 12º       |
| Yoshito Watabe                                           | Trampolino lungo   | 118,0 m                         | 94,4  | 27º       | 27'08"7 | 22º       | 30'10"7 | 25º       |
| Akito Watabe Yoshito Watabe Hideaki Nagai Ryōta Yamamoto | Gara a squadre     | 125,0 m 133,5 m 128,5 m 135,0 m | 466,6 | 4º        | 51'28"3 | 4º        | 51'40"3 |           |

## Curling
| Squadra                                                                     | Torneo    | Girone               | Girone               | Girone               | Girone               | Girone               | Girone               | Girone               | Girone               | Girone               | Girone | Semifinali           | Finale               | Pos. |
| Squadra                                                                     | Torneo    | Avversario Punteggio | Avversario Punteggio | Avversario Punteggio | Avversario Punteggio | Avversario Punteggio | Avversario Punteggio | Avversario Punteggio | Avversario Punteggio | Avversario Punteggio | Pos.   | Avversario Punteggio | Avversario Punteggio | Pos. |
| --------------------------------------------------------------------------- | --------- | -------------------- | -------------------- | -------------------- | -------------------- | -------------------- | -------------------- | -------------------- | -------------------- | -------------------- | ------ | -------------------- | -------------------- | ---- |
| Satsuki Fujisawa Chinami Yoshida Yūmi Suzuki Yurika Yoshida Kotomi Ishizaki | Femminile | Svezia P 5–8         | Canada V 8–5         | Danimarca V 8–7      | ROC V 10–5           | Cina V 10–2          | Corea del Sud P 5–10 | Gran Bretagna P 4–10 | Stati Uniti V 10–7   | Svizzera P 4–8       | 4ª Q   | Svizzera V 8–6       | Gran Bretagna P 3–10 |      |

## Freestyle
Freeski
| Atleta       | Evento               | Qualificazione | Qualificazione | Qualificazione | Qualificazione | Finale          | Finale          | Finale          | Finale          | Finale          |
| Atleta       | Evento               | Run 1          | Run 2          | Migliore       | Posizione      | Run 1           | Run 2           | Run 3           | Migliore        | Posizione       |
| ------------ | -------------------- | -------------- | -------------- | -------------- | -------------- | --------------- | --------------- | --------------- | --------------- | --------------- |
| Saori Suzuki | Halfpipe femminile   | 68,75          | 66,25          | 68,75          | 15ª            | Non qualificata | Non qualificata | Non qualificata | Non qualificata | Non qualificata |
| Kokone Kondo | Slopestyle femminile | DNS            | DNS            | DNS            | DNS            | Non qualificata | Non qualificata | Non qualificata | Non qualificata | Non qualificata |

Gobbe
| Atleta           | Evento          | Qualificazione | Qualificazione | Qualificazione | Qualificazione | Qualificazione | Qualificazione | Finale          | Finale          | Finale          | Finale          | Finale          | Finale          | Finale          | Finale          | Finale          |
| Atleta           | Evento          | Run 1          | Run 1          | Run 1          | Run 2          | Run 2          | Run 2          | Run 1           | Run 1           | Run 1           | Run 2           | Run 2           | Run 2           | Run 3           | Run 3           | Run 3           |
| Atleta           | Evento          | Tempo          | Totale         | Posizione      | Tempo          | Totale         | Posizione      | Tempo           | Totale          | Posizione       | Tempo           | Totale          | Posizione       | Tempo           | Totale          | Posizione       |
| ---------------- | --------------- | -------------- | -------------- | -------------- | -------------- | -------------- | -------------- | --------------- | --------------- | --------------- | --------------- | --------------- | --------------- | --------------- | --------------- | --------------- |
| Daichi Hara      | Gobbe maschile  | 25"23          | 76,11          | 8º Q           | Bye            | Bye            | Bye            | 24"27           | 78,59           | 3º Q            | 24"40           | 76,82           | 7º              | Non qualificato | Non qualificato | Non qualificato |
| Ikuma Horishima  | Gobbe maschile  | 25"38          | 74,40          | 16º            | 25"75          | 76,19          | 5º Q           | 25"20           | 77,91           | 5º Q            | 25"47           | 79,58           | 3º Q            | 23"86           | 81,48           |                 |
| So Matsuda       | Gobbe maschile  | 25"71          | 73,35          | 18º            | 26"11          | 73,35          | 13º            | Non qualificato | Non qualificato | Non qualificato | Non qualificato | Non qualificato | Non qualificato | Non qualificato | Non qualificato | Non qualificato |
| Kosuke Sugimoto  | Gobbe maschile  | 25"00          | 76,26          | 6º Q           | Bye            | Bye            | Bye            | 24"41           | 79,01           | 2º Q            | 25"13           | 75,73           | 9º              | Non qualificato | Non qualificato | Non qualificato |
| Junko Hoshino    | Gobbe femminile | 28"53          | 75,38          | 6ª Q           | Bye            | Bye            | Bye            | 28"73           | 73,19           | 13ª             | Non qualificata | Non qualificata | Non qualificata | Non qualificata | Non qualificata | Non qualificata |
| Anri Kawamura    | Gobbe femminile | 28"33          | 76,36          | 5ª Q           | Bye            | Bye            | Bye            | 27"90           | 80,72           | 2ª Q            | 28"37           | 78,84           | 3ª Q            | 28"00           | 77,12           | 5ª              |
| Kisara Sumiyoshi | Gobbe femminile | 30"25          | 68,14          | 15ª            | 28"50          | 72,58          | 2ª Q           | 28"71           | 71,52           | 15ª             | Non qualificata | Non qualificata | Non qualificata | Non qualificata | Non qualificata | Non qualificata |
| Hinako Tomitaka  | Gobbe femminile | 30"01          | 65,08          | 18ª            | 29"57          | 71,93          | 4ª Q           | 29"87           | 69,99           | 19ª             | Non qualificata | Non qualificata | Non qualificata | Non qualificata | Non qualificata | Non qualificata |

Ski cross
| Atleta         | Evento             | Posizionamento | Posizionamento | Ottavi    | Quarti          | Semifinale      | Finale          | Finale |
| Atleta         | Evento             | Tempo          | Posizione      | Posizione | Posizione       | Posizione       | Posizione       | Totale |
| -------------- | ------------------ | -------------- | -------------- | --------- | --------------- | --------------- | --------------- | ------ |
| Satoshi Furuno | Ski cross maschile | 1'13"46        | 22º            | 4º        | Non qualificato | Non qualificato | Non qualificato | 26º    |
| Ryo Sugai      | Ski cross maschile | 1'12"29        | 3º             | 3º        | Non qualificato | Non qualificato | Non qualificato | 17º    |

## Hockey su ghiaccio
| Squadra             | Torneo    | Girone               | Girone               | Girone               | Girone               | Girone | Quarti               | Semifinali           | Finale               | Pos. |
| Squadra             | Torneo    | Avversario Punteggio | Avversario Punteggio | Avversario Punteggio | Avversario Punteggio | Pos.   | Avversario Punteggio | Avversario Punteggio | Avversario Punteggio | Pos. |
| ------------------- | --------- | -------------------- | -------------------- | -------------------- | -------------------- | ------ | -------------------- | -------------------- | -------------------- | ---- |
| Nazionale femminile | Femminile | Svezia V 3–1         | Danimarca V 6–2      | Cina P 1–2           | Rep. Ceca V 3–2      | 1ª Q   | Finlandia P 1–7      | Non qualificata      | Non qualificata      | 6ª   |

## Pattinaggio di figura
| Atleta / coppia                                                                                                   | Evento            | Programma corto | Programma corto | Programma libero | Programma libero | Totale          | Totale          |
| Atleta / coppia                                                                                                   | Evento            | Punti           | Posizione       | Punti            | Posizione        | Punti           | Posizione       |
| --- | ----------------- | --------------- | --------------- | ---------------- | ---------------- | --------------- | --------------- |
| Yuzuru Hanyū | Singolo maschile  | 95,15           | 8º Q            | 188,06           | 3º               | 283,21          | 4º              |
| Shōma Uno | Singolo maschile  | 105,90          | 3º Q            | 187,10           | 5º               | 293,00          |                 |
| Yūma Kagiyama | Singolo maschile  | 108,12          | 2º Q            | 201,93           | 2º               | 310,05          |                 |
| Kaori Sakamoto | Singolo femminile | 79,84           | 3ª Q            | 153,29           | 4ª               | 233,13          |                 |
| Wakaba Higuchi | Singolo femminile | 73,51           | 5ª Q            | 140,93           | 6ª               | 214,44          | 5ª              |
| Mana Kawabe | Singolo femminile | 62,69           | 15ª Q           | 104,04           | 23ª              | 166,73          | 23ª             |
| Riku Miura e Ryūichi Kihara                                                                                       | Coppie            | 70,85           | 8ª Q            | 141,04           | 5ª               | 211,89          | 7ª              |
| Misato Komatsubara e Tim Koleto                                                                                   | Danza su ghiaccio | 65,41           | 22ª             | Non qualificati  | Non qualificati  | Non qualificati | Non qualificati |
| Shōma Uno Yūma Kagiyama Wakaba Higuchi Kaori Sakamoto Riku Miura e Ryūichi Kihara Misato Komatsubara e Tim Koleto | Gara a squadre    | 29              | 3ª Q            | 34               | 2ª               | 63              |                 |

## Pattinaggio di velocità
| Atleta           | Evento           | Tempo    | Posizione |
| ---------------- | ---------------- | -------- | --------- |
| Wataru Morishige | 500 m maschile   | 34"50    |           |
| Yuma Murakami    | 500 m maschile   | 34"57    | 8º        |
| Tatsuya Shinhama | 500 m maschile   | 35"12    | 20º       |
| Arisa Go         | 500 m femminile  | 37"983   | 15ª       |
| Nao Kodaira      | 500 m femminile  | 38"09    | 17ª       |
| Miho Takagi      | 500 m femminile  | 37"12    |           |
| Ryota Kojima     | 1000 m maschile  | 1'09"97  | 20º       |
| Wataru Morishige | 1000 m maschile  | 1'09"47  | 16º       |
| Tatsuya Shinhama | 1000 m maschile  | 1'10"00  | 21º       |
| Nao Kodaira      | 1000 m femminile | 1'15"65  | 10ª       |
| Miho Takagi      | 1000 m femminile | 1'13"19  |           |
| Seitarō Ichinohe | 1500 m maschile  | 1'45"53  | 10º       |
| Takuro Oda       | 1500 m maschile  | 1'46"60  | 17º       |
| Ayano Satō       | 1500 m femminile | 1'54"92  | 4ª        |
| Miho Takagi      | 1500 m femminile | 1'53"72  |           |
| Nana Takagi      | 1500 m femminile | 1'55"34  | 8ª        |
| Ayano Satō       | 3000 m femminile | 4'03"40  | 9ª        |
| Miho Takagi      | 3000 m femminile | 4'01"77  | 6ª        |
| Seitarō Ichinohe | 5000 m maschile  | 6'19"81  | 12º       |
| Momoka Horikawa  | 5000 m femminile | 7'06"92  | 10ª       |
| Misaki Oshigiri  | 5000 m femminile | 7'01"17  | 8ª        |
| Ryosuke Tsuchiya | 10000 m maschile | 13'02"49 | 11º       |

Mass start
| Atleta            | Evento               | Semifinale | Semifinale | Semifinale | Finale          | Finale          | Finale          |
| Atleta            | Evento               | Punti      | Tempo      | Posizione  | Punti           | Tempo           | Posizione       |
| ----------------- | -------------------- | ---------- | ---------- | ---------- | --------------- | --------------- | --------------- |
| Ryousuke Tsuchiya | Mass start maschile  | 7          | 7'48"43    | 6º Q       | 6               | 7'58"82         | 6º              |
| Seitarō Ichinohe  | Mass start maschile  | 3          | 7'58"54    | 8º Q       | 3               | 7'48"56         | 8º              |
| Ayano Satō        | Mass start femminile | 40         | 8'28"77    | 2ª Q       | 3               | 8'16"94         | 8ª              |
| Nana Takagi       | Mass start femminile | 0          | 9'10"03    | 14ª        | Non qualificata | Non qualificata | Non qualificata |

Inseguimento a squadre
| Atleta                             | Evento                           | Quarti di finale | Quarti di finale | Semifinale       | Semifinale | Finale           | Finale    |
| Atleta                             | Evento                           | Tempo            | Posizione        | Avversario Tempo | Posizione  | Avversario Tempo | Posizione |
| ---------------------------------- | -------------------------------- | ---------------- | ---------------- | ---------------- | ---------- | ---------------- | --------- |
| Ayano Satō Miho Takagi Nana Takagi | Inseguimento a squadre femminile | 2'53"61          | 1ª Q             | ROC V 2'58"93    | 1ª Q       | Canada P 3'04"47 |           |

## Salto con gli sci
| Atleta                                                        | Evento                       | Qualificazione | Qualificazione | Qualificazione | Finale      | Finale      | Finale      | Finale          | Finale          | Finale          | Finale          | Finale          |
| Atleta                                                        | Evento                       | Qualificazione | Qualificazione | Qualificazione | Primo salto | Primo salto | Primo salto | Secondo salto   | Secondo salto   | Secondo salto   | Totale          | Totale          |
| Atleta                                                        | Evento                       | Lunghezza      | Punti          | Posizione      | Lunghezza   | Punti       | Posizione   | Lunghezza       | Punti           | Posizione       | Punti           | Posizione       |
| ------------------------------------------------------------- | ---------------------------- | -------------- | -------------- | -------------- | ----------- | ----------- | ----------- | --------------- | --------------- | --------------- | --------------- | --------------- |
| Junshirō Kobayashi                                            | Trampolino normale maschile  | 93,0 m         | 88,2           | 26º Q          | 97,5 m      | 123,0       | 26º Q       | 92,5 m          | 111,0           | 26º             | 254,0           | 27º             |
| Ryōyū Kobayashi                                               | Trampolino normale maschile  | 99,0 m         | 111,4          | 4º Q           | 104,5 m     | 145,4       | 1º Q        | 99,5 m          | 129,6           | 5º              | 275,0           |                 |
| Naoki Nakamura                                                | Trampolino normale maschile  | 88,5 m         | 87,0           | 29º Q          | 93,5 m      | 114,5       | 38º         | Non qualificato | Non qualificato | Non qualificato | Non qualificato | Non qualificato |
| Yukiya Satō                                                   | Trampolino normale maschile  | 100,0 m        | 103,6          | 10º Q          | 95,0 m      | 118,1       | 32º         | Non qualificato | Non qualificato | Non qualificato | Non qualificato | Non qualificato |
| Junshirō Kobayashi                                            | Trampolino lungo maschile    | 121,5 m        | 101,4          | 32º Q          | 130,0 m     | 120,4       | 30º Q       | 134,0 m         | 131,6           | 18º             | 252,0           | 24º             |
| Ryōyū Kobayashi                                               | Trampolino lungo maschile    | 128,0 m        | 121,3          | 9º Q           | 142,0 m     | 147,0       | 1º Q        | 138,0 m         | 145,8           | 2º              | 292,8           |                 |
| Naoki Nakamura                                                | Trampolino lungo maschile    | 122,0 m        | 107,1          | 37º Q          | 134,0 m     | 128,6       | 17º Q       | 124,0 m         | 112,3           | 30º             | 240,9           | 29º             |
| Yukiya Satō                                                   | Trampolino lungo maschile    | 126,0 m        | 111,7          | 23º Q          | 133,0 m     | 128,4       | 18º Q       | 134,5 m         | 132,2           | 17º             | 260,6           | 15º             |
| Kaori Iwabuchi                                                | Trampolino normale femminile | N.D.           | N.D.           | N.D.           | 94,5 m      | 94,8        | 11ª Q       | 83,0 m          | 74,8            | 24ª             | 169,6           | 18ª             |
| Sara Takanashi                                                | Trampolino normale femminile | N.D.           | N.D.           | N.D.           | 98,5 m      | 108,7       | 5ª Q        | 100,0 m         | 115,4           | 4ª              | 224,1           | 4ª              |
| Yūka Setō                                                     | Trampolino normale femminile | N.D.           | N.D.           | N.D.           | 94,5 m      | 94,6        | 13ª Q       | 83,5 m          | 81,9            | 19ª             | 176,5           | 14ª             |
| Yūki Itō                                                      | Trampolino normale femminile | N.D.           | N.D.           | N.D.           | 94,0 m      | 95,5        | 10ª Q       | 82,0 m          | 81,2            | 20ª             | 176,7           | 13ª             |
| Junshirō Kobayashi Naoki Nakamura Ryōyū Kobayashi Yukiya Satō | Gara a squadre maschile      | N.D.           | N.D.           | N.D.           | 513,0 m     | 438,5       | 5ª Q        | 498,5 m         | 444,3           | 6ª              | 882,8           | 5ª              |
| Ryōyū Kobayashi Yukiya Satō Sara Takanashi Yūki Itō           | Gara a squadre mista         | N.D.           | N.D.           | N.D.           | 332,9 m     | 359,9       | 8ª Q        | 378,5 m         | 476,4           | 2ª              | 836,3           | 4ª              |

## Sci alpino
| Atleta            | Evento                    | 1ª manche | 1ª manche | 2ª manche       | 2ª manche       | Totale          | Totale          |
| Atleta            | Evento                    | Tempo     | Posizione | Tempo           | Posizione       | Tempo           | Posizione       |
| ----------------- | ------------------------- | --------- | --------- | --------------- | --------------- | --------------- | --------------- |
| Yohei Koyama      | Slalom speciale maschile  | DNF       | DNF       | Non qualificato | Non qualificato | Non qualificato | Non qualificato |
| Asa Andō          | Slalom gigante femminile  | 1'01"43   | 29ª       | 59"56           | 23ª             | 2'00"99         | 24ª             |
| Sakurako Mukogawa | Slalom gigante femminile  | 1'03"39   | 36ª       | 1'03"38         | 33ª             | 2'06"77         | 31ª             |
| Asa Andō          | Slalom speciale femminile | DNF       | DNF       | Non qualificata | Non qualificata | Non qualificata | Non qualificata |
| Sakurako Mukogawa | Slalom speciale femminile | 56"09     | 36ª       | 56"64           | 37ª             | 1'52"73         | 35ª             |

## Sci di fondo
Distanza
| Atleta                                                   | Evento                     | Tecnica classica | Tecnica classica | Tecnica libera | Tecnica libera | Totale    | Totale   | Totale    |
| Atleta                                                   | Evento                     | Tempo            | Posizione        | Tempo          | Posizione      | Tempo     | Distacco | Posizione |
| -------------------------------------------------------- | -------------------------- | ---------------- | ---------------- | -------------- | -------------- | --------- | -------- | --------- |
| Ryo Hirose                                               | 15 km maschile             | N.D.             | N.D.             | N.D.           | N.D.           | 41'30"5   | +3'35"7  | 43º       |
| Hiroyuki Miyazawa                                        | 15 km maschile             | N.D.             | N.D.             | N.D.           | N.D.           | 43'47"5   | +5'52"7  | 67º       |
| Naoto Baba                                               | Skiathlon maschile         | 43'13"8          | 44º              | 40'52"4        | 31º            | 1h24'43"9 | +8'34"1  | 35º       |
| Ryo Hirose                                               | Skiathlon maschile         | 43'04"4          | 43º              | 41'41"1        | 40º            | 1h25'17"7 | +9'07"9  | 41º       |
| Haruki Yamashita                                         | Skiathlon maschile         | 45'06"0          | 57º              | LAP            | LAP            | LAP       | LAP      | 53º       |
| Naoto Baba                                               | 50 km maschile             | N.D.             | N.D.             | N.D.           | N.D.           | 1h14'52"7 | +3'20"0  | 24º       |
| Ryo Hirose Hiroyuki Miyazawa Naoto Baba Haruki Yamashita | Staffetta 4x10 km maschile | 1h04'02"4        | 10ª              | 58'59"1        | 10ª            | 2h03'01"5 | +8'10"8  | 10ª       |
| Masako Ishida                                            | 10 km femminile            | N.D.             | N.D.             | N.D.           | N.D.           | 30'50"6   | +2'44"3  | 27ª       |
| Chika Kobayashi                                          | 10 km femminile            | N.D.             | N.D.             | N.D.           | N.D.           | 32'10"0   | +4'03"7  | 54ª       |
| Masae Tsuchiya                                           | 10 km femminile            | N.D.             | N.D.             | N.D.           | N.D.           | 31'41"5   | +3'35"2  | 46ª       |
| Masako Ishida                                            | Skiathlon femminile        | 24'26"3          | 28ª              | 23'41"1        | 35ª            | 48'44"7   | +4'31"0  | 27ª       |
| Chika Kobayashi                                          | Skiathlon femminile        | 25'52"5          | 49ª              | 24'21"9        | 46ª            | 50'55"4   | +6'41"7  | 50ª       |
| Miki Kodama                                              | Skiathlon femminile        | 26'17"4          | 52ª              | 24'45"0        | 53ª            | 51'48"3   | +7'34"6  | 52ª       |
| Masae Tsuchiya                                           | Skiathlon femminile        | 24'39"0          | 33ª              | 23'56"6        | 37ª            | 49'13"6   | +4'59"9  | 35ª       |
| Masako Ishida                                            | 30 km femminile            | N.D.             | N.D.             | N.D.           | N.D.           | 1h32'06"3 | +7'12"3  | 26ª       |
| Chika Kobayashi                                          | 30 km femminile            | N.D.             | N.D.             | N.D.           | N.D.           | 1h43'33"1 | +18'39"1 | 55ª       |
| Miki Kodama                                              | 30 km femminile            | N.D.             | N.D.             | N.D.           | N.D.           | 1h39'53"8 | +14'59"8 | 50ª       |
| Masae Tsuchiya                                           | 30 km femminile            | N.D.             | N.D.             | N.D.           | N.D.           | 1h34'47"6 | +9'53"6  | 36ª       |
| Masako Ishida Masae Tsuchiya Chika Kobayashi Miki Kodama | Staffetta 4x5 km femminile | 30'27"5          | 10ª              | 28'13"1        | 13ª            | 58'40"6   | +4'59"6  | 11ª       |

Sprint
| Atleta            | Evento          | Qualificazione | Qualificazione | Quarti          | Quarti          | Semifinale      | Semifinale      | Finale          | Finale          |
| Atleta            | Evento          | Tempo          | Posizione      | Tempo           | Posizione       | Tempo           | Posizione       | Tempo           | Posizione       |
| ----------------- | --------------- | -------------- | -------------- | --------------- | --------------- | --------------- | --------------- | --------------- | --------------- |
| Hiroyuki Miyazawa | Sprint maschile | 2'54"64        | 32º            | Non qualificato | Non qualificato | Non qualificato | Non qualificato | Non qualificato | Non qualificato |
| Haruki Yamashita  | Sprint maschile | 3'02"60        | 57º            | Non qualificato | Non qualificato | Non qualificato | Non qualificato | Non qualificato | Non qualificato |

## Short track
Uomini
| Atleta                                                     | Evento           | Batterie | Batterie  | Quarti          | Quarti          | Semifinale      | Semifinale      | Finale / Finale B | Finale / Finale B |
| Atleta                                                     | Evento           | Tempo    | Posizione | Tempo           | Posizione       | Tempo           | Posizione       | Tempo             | Posizione         |
| ---------------------------------------------------------- | ---------------- | -------- | --------- | --------------- | --------------- | --------------- | --------------- | ----------------- | ----------------- |
| Katsunori Koike                                            | 500 m            | 41"199   | 4º        | Non qualificato | Non qualificato | Non qualificato | Non qualificato | Non qualificato   | Non qualificato   |
| Kota Kikuchi                                               | 500 m            | 42"176   | 3º        | Non qualificato | Non qualificato | Non qualificato | Non qualificato | Non qualificato   | Non qualificato   |
| Kazuki Yoshinaga                                           | 1000 m           | 1'25"574 | 3º ADV    | DSQ             | DSQ             | Non qualificato | Non qualificato | Non qualificato   | Non qualificato   |
| Shogo Miyata                                               | 1000 m           | 1'24"367 | 4º        | Non qualificato | Non qualificato | Non qualificato | Non qualificato | Non qualificato   | Non qualificato   |
| Kazuki Yoshinaga                                           | 1500 m           | N.D.     | N.D.      | 2'12"450        | 2º Q            | 2'14"014        | 3º QB           | 2'18"585          | 16º               |
| Kota Kikuchi                                               | 1500 m           | N.D.     | N.D.      | 2'15"243        | 4º              | Non qualificato | Non qualificato | Non qualificato   | Non qualificato   |
| Shogo Miyata                                               | 1500 m           | N.D.     | N.D.      | 2'13"799        | 5º              | Non qualificato | Non qualificato | Non qualificato   | Non qualificato   |
| Katsunori Koike Kazuki Yoshinaga Kota Kikuchi Shogo Miyata | 5000 m staffetta | N.D.     | N.D.      | N.D.            | N.D.            | 6'40"446        | 3ª QB           | 6'40"545          | 8ª                |

Donne
| Atleta          | Evento | Batterie | Batterie  | Quarti          | Quarti          | Semifinale      | Semifinale      | Finale / Finale B | Finale / Finale B |
| Atleta          | Evento | Tempo    | Posizione | Tempo           | Posizione       | Tempo           | Posizione       | Tempo             | Posizione         |
| --------------- | ------ | -------- | --------- | --------------- | --------------- | --------------- | --------------- | ----------------- | ----------------- |
| Sumire Kikuchi  | 500 m  | 42"829   | 3ª q      | 56"092          | 3ª              | Non qualificata | Non qualificata | Non qualificata   | Non qualificata   |
| Shione Kaminaga | 1000 m | 1'28"465 | 4ª        | Non qualificata | Non qualificata | Non qualificata | Non qualificata | Non qualificata   | Non qualificata   |
| Sumire Kikuchi  | 1000 m | 1'30"154 | 2ª Q      | 1'37"170        | 5ª              | Non qualificata | Non qualificata | Non qualificata   | Non qualificata   |
| Yuki Kikuchi    | 1000 m | 1'28"764 | 4ª        | Non qualificata | Non qualificata | Non qualificata | Non qualificata | Non qualificata   | Non qualificata   |
| Shione Kaminaga | 1500 m | N.D.     | N.D.      | 2'22"261        | 5ª              | Non qualificata | Non qualificata | Non qualificata   | Non qualificata   |
| Sumire Kikuchi  | 1500 m | N.D.     | N.D.      | 2'23"359        | 3ª Q            | DNF             | 6ª ADVB         | 2'37"915          | 8ª                |
| Yuki Kikuchi    | 1500 m | N.D.     | N.D.      | 2'22"192        | 4ª              | Non qualificata | Non qualificata | Non qualificata   | Non qualificata   |

Misto
| Atleta                                                    | Evento           | Quarti   | Quarti    | Semifinale      | Semifinale      | Finale          | Finale          |
| Atleta                                                    | Evento           | Tempo    | Posizione | Tempo           | Posizione       | Tempo           | Posizione       |
| --------------------------------------------------------- | ---------------- | -------- | --------- | --------------- | --------------- | --------------- | --------------- |
| Yuki Kikuchi Sumire Kikuchi Kazuki Yoshinaga Kota Kikuchi | 2000 m staffetta | 2'39"112 | 4ª        | Non qualificati | Non qualificati | Non qualificati | Non qualificati |

## Slittino
| Atleta          | Evento           | 1ª manche | 1ª manche | 2ª manche | 2ª manche | 3ª manche | 3ª manche | 4ª manche       | 4ª manche       | Totale   | Totale    |
| Atleta          | Evento           | Tempo     | Posizione | Tempo     | Posizione | Tempo     | Posizione | Tempo           | Posizione       | Tempo    | Posizione |
| --------------- | ---------------- | --------- | --------- | --------- | --------- | --------- | --------- | --------------- | --------------- | -------- | --------- |
| Seiya Kobayashi | Singolo maschile | 1'00"856  | 31º       | 1'00"919  | 33º       | 59"859    | 30º       | Non qualificato | Non qualificato | 3'01"634 | 32º       |

## Snowboard
Freestyle
| Atleta           | Evento               | Qualificazione | Qualificazione | Qualificazione | Qualificazione | Qualificazione | Finale          | Finale          | Finale          | Finale          | Finale          |
| Atleta           | Evento               | Run 1          | Run 2          | Run 3          | Migliore       | Posizione      | Run 1           | Run 2           | Run 3           | Migliore        | Posizione       |
| ---------------- | -------------------- | -------------- | -------------- | -------------- | -------------- | -------------- | --------------- | --------------- | --------------- | --------------- | --------------- |
| Kaito Hamada     | Big air maschile     | 80,75          | 41,75          | 55,75          | 136,50         | 15º            | Non qualificato | Non qualificato | Non qualificato | Non qualificato | Non qualificato |
| Hiroaki Kunitake | Big air maschile     | 83,75          | 61,50          | 74,50          | 158,25         | 4º             | 82,25           | 50,25           | 84,00           | 166,25          | 4º              |
| Takeru Otsuka    | Big air maschile     | 68,50          | 75,50          | 91,50          | 160,00         | 2º Q           | 17,25           | 95,00           | 33,75           | 128,75          | 9º              |
| Ruki Tobita      | Big air maschile     | 25,75          | 16,25          | 20,25          | 46,00          | 29º            | Non qualificato | Non qualificato | Non qualificato | Non qualificato | Non qualificato |
| Reira Iwabuchi   | Big air femminile    | 83,00          | 75,50          | 11,75          | 158,50         | 3ª Q           | 83,75           | 82,25           | 37,00           | 166,00          | 4ª              |
| Kokomo Murase    | Big air femminile    | 85,00          | 72,75          | 86,00          | 171,00         | 2ª Q           | 80,00           | 91,50           | 12,00           | 171,50          |                 |
| Miyabi Onitsuka  | Big air femminile    | 80,75          | 72,25          | 73,50          | 154,25         | 5ª Q           | 9,50            | 54,50           | 10,75           | 65,25           | 11ª             |
| Ayumu Hirano     | Halfpipe maschile    | 87,25          | 93,25          | N.D.           | 93,25          | 1º Q           | 33,75           | 91,75           | 96,00           | 96,00           |                 |
| Kaishu Hirano    | Halfpipe maschile    | 74,75          | 77,25          | N.D.           | 77,25          | 9º Q           | 75,50           | 37,75           | 15,75           | 75,50           | 9º              |
| Ruka Hirano      | Halfpipe maschile    | 80,75          | 87,00          | N.D.           | 87,00          | 3º Q           | 13,00           | 11,75           | 9,25            | 13,00           | 12º             |
| Yūto Totsuka     | Halfpipe maschile    | 84,50          | 12,00          | N.D.           | 84,50          | 6º Q           | 62,00           | 69,75           | 26,50           | 69,75           | 10º             |
| Kurumi Imai      | Halfpipe femminile   | 54,75          | 49,75          | N.D.           | 54,75          | 15ª            | Non qualificata | Non qualificata | Non qualificata | Non qualificata | Non qualificata |
| Mitsuki Ono      | Halfpipe femminile   | 79,50          | 83,75          | N.D.           | 83,75          | 2ª Q           | 71,50           | 25,50           | 29,00           | 71,50           | 9ª              |
| Ruki Tomita      | Halfpipe femminile   | 74,25          | 66,25          | N.D.           | 74,25          | 6ª Q           | 16,50           | 19,75           | 80,50           | 80,50           | 5ª              |
| Sena Tomita      | Halfpipe femminile   | 75,75          | 52,00          | N.D.           | 75,75          | 5ª Q           | 86,00           | 88,25           | 9,25            | 88,25           |                 |
| Kaito Hamada     | Slopestyle maschile  | 56,06          | 67,45          | N.D.           | 67,45          | 12º Q          | 25,90           | 15,91           | 59,36           | 59,36           | 8º              |
| Hiroaki Kunitake | Slopestyle maschile  | 50,36          | 51,43          | N.D.           | 51,43          | 21º            | Non qualificato | Non qualificato | Non qualificato | Non qualificato | Non qualificato |
| Takeru Otsuka    | Slopestyle maschile  | 32,93          | 74,93          | N.D.           | 74,93          | 6º Q           | 52,75           | 50,58           | 52,80           | 52,80           | 10º             |
| Ruki Tobita      | Slopestyle maschile  | 29,23          | 56,58          | N.D.           | 56,58          | 19º            | Non qualificato | Non qualificato | Non qualificato | Non qualificato | Non qualificato |
| Reira Iwabuchi   | Slopestyle femminile | 48,51          | 67,00          | N.D.           | 67,00          | 11ª Q          | 75,60           | 80,03           | 46,15           | 80,03           | 5ª              |
| Kokomo Murase    | Slopestyle femminile | 74,95          | 81,45          | N.D.           | 81,45          | 2ª Q           | 48,50           | 49,05           | 48,00           | 49,05           | 10ª             |
| Miyabi Onitsuka  | Slopestyle femminile | 42,60          | 46,58          | N.D.           | 46,58          | 19ª            | Non qualificata | Non qualificata | Non qualificata | Non qualificata | Non qualificata |

Parallelo
| Atleta          | Evento                             | Qualificazione | Qualificazione | Ottavi               | Quarti               | Semifinale           | Finale               | Finale          |
| Atleta          | Evento                             | Tempo          | Posizione      | Avversario Risultato | Avversario Risultato | Avversario Risultato | Avversario Risultato | Posizione       |
| --------------- | ---------------------------------- | -------------- | -------------- | -------------------- | -------------------- | -------------------- | -------------------- | --------------- |
| Tsubaki Miki    | Slalom gigante parallelo femminile | 1'27"15        | 3ª Q           | Kotnik P DNF         | Non qualificata      | Non qualificata      | Non qualificata      | Non qualificata |
| Tomoka Takeuchi | Slalom gigante parallelo femminile | 1'28"83        | 15ª Q          | Hofmeister P DNF     | Non qualificata      | Non qualificata      | Non qualificata      | Non qualificata |

Cross
| Atleta           | Evento                    | Posizionamento | Posizionamento | Ottavi    | Quarti          | Semifinale      | Finale          | Finale          |
| Atleta           | Evento                    | Tempo          | Posizione      | Posizione | Posizione       | Posizione       | Posizione       | Totale          |
| ---------------- | ------------------------- | -------------- | -------------- | --------- | --------------- | --------------- | --------------- | --------------- |
| Yoshiki Takahara | Snowboard cross maschile  | 1'19"16        | 23º            | 1º Q      | DNF             | Non qualificato | Non qualificato | Non qualificato |
| Yuka Nakamura    | Snowboard cross femminile | DNS            | 32ª            | DNS       | Non qualificata | Non qualificata | Non qualificata | Non qualificata |